# Strikeforce: Young Guns II
Strikeforce: Young Guns II foi um evento de artes marciais mistas promovido pelo Strikeforce, aconteceu em 1 de fevereiro de 2008 no San Jose Civic Auditorium em San Jose, California.